# Zilahy Péter (író)
Zilahy Péter (Budapest, 1970. november 8. –) magyar író.

## Tanulmányai, munkássága
Az Eötvös Loránd Tudományegyetem bölcsészkarán végzett filozófia, anglisztika és kulturális antropológia szakokon. Egy ideig egyetemi oktató, utána 1997 és 1999 között a LINK Budapest kétnyelvű irodalmi Internet folyóirat szerkesztője volt. 1998-tól a Világirodalmi Sorozat szerkesztője lett a Jaknál majd a Gondolat Kiadónál.
1993-ban a Pesti Szalonnál jelent meg Lepel alatt ugrásra kész szobor című verseskönyve. 1998-ban jelent meg Az utolsó ablakzsiráf című képes szótárregénye az Ab Ovo kiadónál. A kötetet 14 nyelvre fordították le. A belőle készült hangjáték elnyerte a Magyar Rádió hangjáték-pályázatának első díját. 2001-ben a Saarländische Rundfunk és a DeutschlandRadio koprodukcióban német nyelvű hangjátékot készített belőle. 2002-ben a könyv alapján összművészeti interaktív kiállítás nyílt a budapesti Ludwig Múzeum – Kortárs Művészeti Múzeumban, többek között Zilahy fotóival.
2001-ben a New York-i Egyetem vendégtanára volt.
2003-ban a németországi Akademie Schloss Solitude rendezett kiállítást Zilahy munkáiból. Erre az alkalomra jelent meg Drei című könyve.
2008-ban egy évre Graz város írója lett.

## Művei
- Lepel alatt ugrásra kész szobor. Továbbírható versek jegyzéke; Pesti Szalon, Bp., 1993
- Az utolsó ablakzsiráf; Ab Ovo, Bp., 1998
- Három plusz 1; Ab Ovo, Bp., 2007

## Díjai, elismerései
- Móricz Zsigmond-ösztöndíj (1998)
- A német külügyminisztérium Állami Ösztöndíja
- Év Könyve díj (Ukrajna)